# NGC 3079
NGC 3079 ist eine Balken-Spiralgalaxie mit aktivem Galaxienkern vom Hubble-Typ SBc im Sternbild Großer Bär am Nordsternhimmel. Sie ist schätzungsweise 52 Millionen Lichtjahre von der Milchstraße entfernt und hat einen Durchmesser von etwa 125.000 Lichtjahren.
Im selben Himmelsareal befindet sich u. a. die Galaxie NGC 3073.
Aus dem Zentrum dieser Galaxie schießen heiße Gase heraus, die etwa 3.000 bis 3.500 Lichtjahre groß sind. Sie stammen von heftigen Sternbildungen, sogenannten Starbursts.

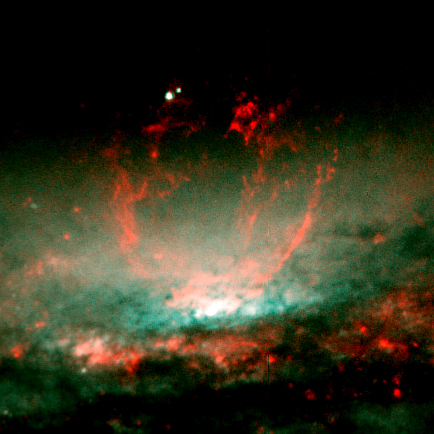
Ausschnittsvergrößerung: Heiße Gase entweichen dem Galaxienzentrum

Die Typ-Ic-Supernova SN 2001ci wurde hier beobachtet.
Das Objekt wurde am 1. April 1790 von dem deutsch-britischen Astronomen Wilhelm Herschel entdeckt.

## NGC 3079-Gruppe (LGG 188)
| Galaxie   | Alternativname | Entfernung/Mio. Lj |
| --------- | -------------- | ------------------ |
| NGC 3079  | PGC 29050      | 53                 |
| NGC 3073  | PGC 28974      | 53                 |
| PGC 29229 | UGC 5421       | 53                 |
| PGC 29472 | UGC 5459       | 52                 |
| PGC 29469 | UGC 5460       | 51                 |
| PGC 29584 | UGC 5479       | 52                 |